# 唐辛子味噌

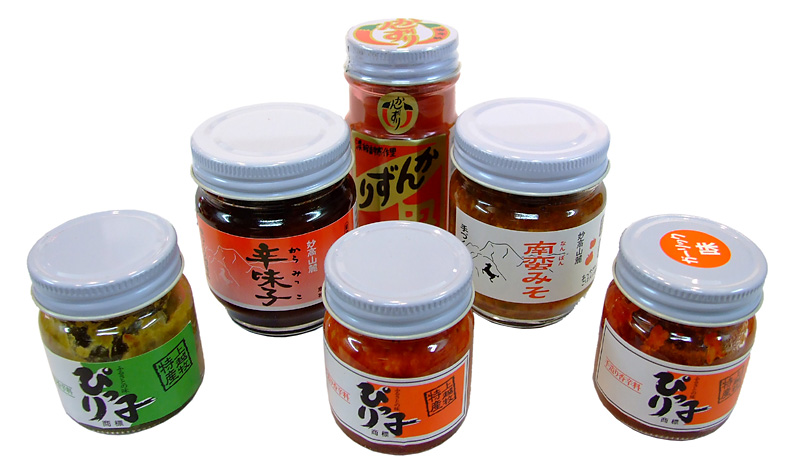
唐辛子味噌各種。
前列3本「ぴりっ子」
中列左「辛味子」
中列右「南蛮みそ」
後列「かんずり」。

唐辛子味噌（とうがらし みそ）は、唐辛子で作られた食品であり、調味料や薬味として使われる辛味調味料の一つ。唐辛子の別名から南蛮味噌（なんばんみそ）とも呼ばれる。

## 製法・用途
二種類の意味がある。
1. 「味噌」と付くが通常の味噌ではなく、唐辛子（青唐辛子や赤唐辛子のほか、独特な唐辛子など各種が使用される）を細かくして麹や塩などを加え発酵させる調味料。
2. 唐辛子を味噌、醤油や砂糖、みりん、日本酒、そしてニンニク、ゴマなどを加える製品がある[1][2]。こちらは舐め味噌の要素が強い。

鍋料理に使用するポン酢醤油に加えたり、焼肉、冷奴、ラーメンの薬味などの料理に用いる事もある。舐め味噌タイプの物は御飯のおかずや酒の肴ともする。
日本各地に独特の唐辛子味噌があり、製品により唐辛子の比率や辛さ度合いは様々である。
- なんばんみそ発祥地との説がある青森県五戸町周辺では、様々な刻み野菜（大根、人参、牛蒡、胡瓜、シソの実など）と唐辛子を醪（もろみ）とともに漬けて、冬の保存食としてきた。その後、地元企業により商品化され、現在は通年で生産・出荷されている[4]。
- 新潟県上越市や妙高市周辺では複数の会社が様々な唐辛子味噌を製造している[要出典]。「ぴりっ子」[5]は強い辛さが特徴。上越市の「辛味子（からみっこ）」[6]は3年間熟成させたものであるが、伝統野菜である「神楽南蛮（かぐらなんばん）」と呼ばれる唐辛子を使用している事から独特の辛味がある。他に、唐辛子に味噌などを加えた舐め味噌タイプの商品もある[要出典]。
- 「島唐辛子味噌」（舐め味噌タイプ）は島唐辛子の他にアーモンドや地元産のハチミツ/黒砂糖を使用するなど、多種多様にわたる[要出典]。
- 見た目は似てはいるが柚子胡椒は麹も使わないため唐辛子のペーストに近い調味料。ちなみに方言で唐辛子を胡椒と言う[要出典]。

## 日本の類似食品
唐辛子を丸ごと味噌に漬けた仙台の漬物や、唐辛子と味噌の佃煮がある。
また、唐辛子味噌のことを略して「辛子味噌」とも呼ぶことがあるが、この言葉は辛子（マスタード）を使った別の料理を意味することもある。

## 他国の類似調味料
中国の豆板醤や、韓国のコチュジャンの和名として、唐辛子味噌の語が使われることがある。豆板醤は唐辛子とソラマメ、コチュジャンは唐辛子ともち米麹などを発酵させたものである。
インドネシアのサンバルも「唐辛子味噌」と呼ばれることがある。